# 関西国際ボートショー
関西ボートショーは日本マリン事業協会 関西支部が関西圏で主催するボートショー。水上に浮かべたボートの場合、「フローティングボートショー」という場合がある。

## 歴史
- 1982年に神戸国際ボートショーとしてポートアイランドで開催[1]。
- 1986年に大阪国際ボートショーとして万博記念公園で開催[1]。
- 2008年に「関西国際ボートショー2008」開催。来場者数は3日間で18,785人[2]。